# مزاعم مساعدة وكالة المخابرات الأمريكية لأسامة بن لادن
يُزعم أن وكالة المخابرات المركزية الأمريكية (سي آي أي) امتلكت علاقات مع تنظيم القاعدة بقيادة أسامة بن لادن ومقاتليه «الأفغان العرب» عندما قامت بتسليح جماعات المجاهدين لمحاربة الاتحاد السوفيتي خلال الحرب السوفيتية الأفغانية.
بدأت الولايات المتحدة في تقديم مئات الملايين من الدولارات سنويًا بالتزامن مع «الانتشار العسكري السوفيتي» في أفغانستان لمساعدة المتمردين الأفغان المجاهدين الذين يقاتلون الحكومة الماركسية الأفغانية والجيش السوفيتي في عملية الإعصار. بالإضافة إلى المجاهدين الأفغان الأصليين، كان هناك متطوعين مسلمين من بلدان أخرى أُطلق عليهم اسم «الأفغان العرب». كان أسامة بن لادن الأكثر شهرة من العرب الأفغان وكان معروفًا في ذلك الوقت بأنه سعودي ثري ورع قدم أمواله الخاصة وساعد في جمع الملايين من عرب الخليج الأثرياء.
وبعد انتهاء الحرب، نظم بن لادن تنظيم القاعدة لمواصلة الجهاد المسلح في أماكن أخرى وخاصة ضد الولايات المتحدة الأمريكية التي ساعدت في تمويل المجاهدين ضد السوفييت.
وقد وصف عدد من المعلقين هجمات القاعدة بأنها «ارتداد» أو نتيجة غير مقصودة للمساعدة الأمريكية للمجاهدين. وردًا على ذلك، نفت الحكومة الأمريكية ومسؤولو المخابرات الأمريكية والباكستانية المشاركين في العملية وصحفي واحد على الأقل (بيتر بيرجن) هذه النظرية. وأصروا على أن الحكومة الباكستانية قدمت المساعدة وأنها وصلت إلى الأفغان وليس المجاهدين الأجانب، وأنه لم يكن هناك اتصال بين العرب الأفغان (المجاهدين الأجانب) ووكالة المخابرات المركزية الأمريكية والمسؤولين الأمريكيين الآخرين، ناهيك عن التسليح والتدريب أو ترسيخ المذهبية.

## الادعاءات
زعمت الغارديان أن وكالة المخابرات المركزية ساعدت أسامة بن لادن في بناء معسكر تحت الأرض في خوست، والذي استخدمه بن لادن لتدريب الجنود المجاهدين. هاجمت الولايات المتحدة هذا المعسكر في وقت لاحق عندما أعلن بن لادن مسؤوليته عن تفجيرات سفارة الولايات المتحدة في أفريقيا.

كتبت البي بي سي في مقال عام 2004 بعنوان «أصول القاعدة وروابطها»:
تلقى بن لادن ومقاتليه خلال الحرب ضد السوفيت تمويلًا أمريكيًا وسعوديًا. يعتقد بعض المحللين أن بن لادن نفسه تلقى تدريبًا أمنيًا من قبل وكالة المخابرات المركزية.
يعتقد روبن كوك وزير الخارجية في المملكة المتحدة من 1997-2001 أن وكالة المخابرات المركزية قدمت أسلحة للمجاهدين العرب وكان من ضمنهم أسامة بن لادن، وكتب: «على الرغم من ذلك، كان بن لادن نتاجًا لسوء تقدير ضخم من قبل وكالات الأمن الغربية. إذ سُلح في الثمانينيات من قبل وكالة المخابرات المركزية وموله السعوديون لشن حرب ضد الاحتلال الروسي لأفغانستان».

وفي حديث مع وزير الدفاع البريطاني السابق مايكل بورتيو، قالت رئيسة الوزراء الباكستانية بينظير بوتو مرتين أن أسامة بن لادن كان مواليًا لأمريكا في البداية. كما صرح الأمير بندر بن سلطان السعودي أن بن لادن عبر عن تقديره لمساعدة الولايات المتحدة في أفغانستان. وقال في برنامج لاري كينج على السي إن إن:
   بندر بن سلطان: هذا سخيف. في منتصف الثمانينيات، إذا كنت تتذكر، نحن -المملكة العربية السعودية- والولايات المتحدة قمنا بدعم المجاهدين لتحرير أفغانستان من السوفييت. لقد جاء [أسامة بن لادن] ليشكرني على جهودي لجلب الأمريكيين أصدقائنا لمساعدتنا ضد الملحدين الشيوعيين. أليس هذا داعٍ للسخرية؟
   لاري كينغ: يا لها من مفارقة. وبعبارة أخرى، فقد جاء ليشكركم على المساعدة في جلب أمريكا لمساعدته.

   بندر بن سلطان: صحيح.

## وجهة النظر المعارضة
يؤكد المسؤولون الحكوميون الأمريكيون وعدد من الأطراف الأخرى أن الولايات المتحدة دعمت فقط المجاهدين الأفغان الأصليين. وينكرون أن وكالة المخابرات المركزية أو المسؤولين الأمريكيين الآخرين كانوا على اتصال مع بن لادن، ناهيك عن تسليحه وتدريبه وتلقينه. أطلق الكثير من العلماء والمراسلين الأمريكيين على فكرة دعم المخابرات المركزية للقاعدة وصف «الهراء» و«الخيال المحض»، و«أسطورة شعبية ببساطة».
وجادلوا بأن:
- بوجود ربع مليون أفغاني محلي مستعد للقتال، لم تكن هناك حاجة لتجنيد أجانب لا يعرفون اللغة أو العادات أو وضع الأرض.
- بوجود تمويل يصل إلى مئات الملايين من الدولارات سنويًا من مصادر إسلامية غير أمريكية، لن يحتاج الأفغان العرب أنفسهم إلى أموال أمريكية.
- لم يستطع الأمريكيون تدريب المجاهدين لأن المسؤولين الباكستانيين لن يسمحوا لأكثر من حفنة من العملاء الأمريكيين بالعمل في باكستان ولن يُسمح لأحد بالعمل في أفغانستان.[13]
- كان العرب الأفغان إسلاميين مسلحين معادون للغرب، وكانوا عرضة للقيام بتهديد أو مهاجمة الغربيين على الرغم من أنهم كانوا يعرفون أن الغربيين يساعدون المجاهدين.
- خشت حكومة الولايات المتحدة بشدة أن يؤدي تسليح أو تدريب العرب إلى شن هجمات على إسرائيل باستخدام هذه الأسلحة أو التدريبات.

يقول زعيم القاعدة أيمن الظواهري نفس هذا الكلام في كتابه «فرسان تحت راية النبي».
وقال بن لادن نفسه ذات مرة: «يعود الفضل في انهيار الاتحاد السوفييتي ... إلى الله والمجاهدين في أفغانستان ... لم يكن للولايات المتحدة دور يذكر»، لكن «الانهيار جعل الولايات المتحدة أكثر غرورًا وتغطرسًا».
كتب ستيف كول في «حرب الأشباح» (2004): «انتقل بن لادن داخل عمليات المخابرات السعودية المقسمة خارج بصر وكالة المخابرات المركزية. لا تحتوي محفوظات وكالة المخابرات المركزية على سجل لأي اتصال مباشر بين ضباط وكالة المخابرات المركزية وبن لادن خلال الثمانينيات».
وفقًا لصحفي شبكة سي إن إن بيتر بيرغن المعروف بإجراء أول مقابلة تلفزيونية مع أسامة بن لادن في عام 1997: «امتلك بن لادن أمواله الخاصة، وكان معاديًا لأميركا وكان يعمل بشكل بسري مستقل».

يقتبس بيرغن عن العميد الباكستاني محمد يوسف الذي أدار العملية المخابراتية المشتركة في أفغانستان بين عامي 1983 و1987:
   لطالما كان هذا الأمر يزعج الأمريكيين ويمكنني أن أفهم وجهة نظرهم، فعلى الرغم من أنهم هم من دفعوا الثمن، إلا أنهم لا يستطيعون فرض إرادتهم على المجاهدين. دعمت وكالة المخابرات المركزية المجاهدين من خلال إنفاق أموال دافعي الضرائب التي وصلت إلى مليارات الدولارات على مر السنين على شراء الأسلحة والذخيرة والمعدات. إذ كان فرع شراء الأسلحة السري الخاص بهم دومًا مشغولًا. ومع ذلك، كانت القاعدة الأساسية لسياسة باكستان هي عدم اشتراك أي أمريكي في توزيع الأموال أو الأسلحة بمجرد وصولهم إلى البلاد. لم يسبق لأي أمريكي أن درب أو كان على اتصال مباشر بالمجاهدين، ولم يسبق لأي مسؤول أمريكي أن دخل أفغانستان.
يقول مارك ساجيمان موظف الخدمة الخارجية الذي كان يقيم في إسلام آباد في الفترة 1987-1989 وعمل بشكل وثيق مع مجاهدي أفغانستان أنه لم يتم إعطاء أي أموال أمريكية إلى المتطوعين الأجانب.

ويقول سيجمان أيضًا:
   لا توجد أي سيرة للأفغان العرب في التقارير المعاصرة للحرب. إذ أن كثيرين منهم لم يكونوا جادين بشأن الحرب. ... عدد قليل جدًا شارك في القتال الفعلي. وكانوا مشتتين بين الجماعات الأفغانية المرتبطة بالأحزاب الأصولية الأفغانية الأربعة خلال معظم الحرب.

   لم يتوصل أي مسؤول أمريكي على الإطلاق مع المتطوعين الأجانب. لقد سافروا ببساطة عن طريق دوائر مختلفة ولم يمروا أبدًا خلال شاشات الرادار الأمريكية. كان لديهم مصادر أموالهم الخاصة واتصالاتهم الخاصة مع المسؤولين الباكستانيين والسعوديين الرسميين وغيرهم من المؤيدين المسلمين، وعقدوا صفقاتهم الخاصة مع مختلف قادة المقاومة الأفغانية».
قال فنسنت كانيسترارو الذي قاد مجموعة العمل الأفغانية التابعة لإدارة ريجان من عام 1985 إلى عام 1987:
   كانت وكالة المخابرات المركزية مترددة للغاية بشأن المشاركة في الحرب على الإطلاق. إذ ظنوا أن الأمر سينتهي بإلقاء اللوم عليهم مثلما حدث في غواتيمالا. لذا حاولت الوكالة تجنب التورط المباشر في الحرب ... امتلكت وكالة المخابرات المركزية المتقلبة حسب تقديرات كانيسترارو أقل من عشرة نشطاء يعملون كعيون وآذان لأمريكا في المنطقة. وأصر ميلتون بيردن كبير مسؤولي الوكالة الميداني في العمليات الحربية على أن وكالة المخابرات المركزية لا علاقة لها بن لادن. ويقول كانيسترارو أنه أثناء تنسيقه للسياسة الأفغانية من واشنطن لم يسمع اسم بن لادن على الإطلاق.